# Meru phyllisae
Meru phyllisae is een keversoort uit de familie Meruidae. De wetenschappelijke naam van de soort werd voor het eerst geldig gepubliceerd in 2005 door Spangler en Steiner.